# Vilniusi Egyetem
A Vilniusi Egyetem (litvánul: Vilniaus universitetas, latinul: Universitas Vilnensis, lengyelül: Uniwersytet Wileński) 12 karával, 8 egyetemi intézetével és 10 kutatóközpontjával Litvánia legnagyobb felsőoktatási intézménye és Közép-Európa egyik legrégebbi egyeteme. Báthory István 1579-ben alapította. Könyvtára Litvánia legrégebbi könyvtára. Az egyetemhez tartozik még 3 egyetemi kórház, csillagda, botanikus kert és a vilniusi Szent János egyetemi templom. Jogállását tekintve nemzeti egyetem.

## Története

### Jezsuita társaság akadémiája és egyeteme (1570-1773)
A reformációval szembeni harc jegyében, ellensúlyozandó az 1544-ben alapított königsbergi egyetem hatását, Walerian Protasewicz vilniusi püspök behívta a Litván Nagyfejedelemségbe a jezsuita rendet, hogy oktatási intézményt hozzon létre. A jezsuiták 1570. július 17-én megnyitották kollégiumukat, ahol hitoktatáson kívül ógörög és latin nyelvet, matematikát, történelmet, földrajzot, retorikát és poétikát oktattak.
1578-ban Báthory István lengyel király és litván nagyfejedelem a jezsuita akadémiát (Academia et Universitas Vilnensis Societatis Iesu) egyetemi rangra emelte. Döntését XIII. Gergely pápa 1579-ben kiadott bullájával megerősítette. Így az 1364-ben alapított krakkói egyetem után létrejött a Lengyel-Litván Unió második egyeteme.
Kezdetben két fakultása volt, filozófia és teológia. A természettudományok és a matematika oktatása a filozófiai karon folyt. A jogi kart 1641-ben Lew Sapieha litván nagykancellár hozta létre.

### Vilniusi Főiskola (1773-1803)
Lengyelország 1772-es első felosztását és a jezsuita rend 1773-as feloszlatását követően az egyetemet világi felügyelet alá helyezték. Neve, valamint státusa is megváltozott. 1780-tól a hivatalos elnevezése Litván Nagyfejedelemség Főiskolája (Schola Princips Magni Ducatus Lithuaniae) volt. 1781-ben Jean-Emmanuel Gilibert vezetésével létrehozták az egyetem orvosi fakultását, 1782-ben pedig botanikus kertet építettek. Az egyetem világi jellege – különösen a természettudományok területén – jelentős tudósokat vonzott Vilniusba. Itt tanítottː
- Georg Forster – német természettudós, felfedező, utazó
- Jean-Emmanuel Gilibert – francia orvos, botanikus
- Stanisław Bonifacy Jundziłł (Stanislovas Bonifacas Jundzilas) - lengyel botanikus

### Vilniusi Császári Egyetem (1803-1832)
1803-ban a Vilniusi Egyetem volt az Orosz Birodalom legnagyobb egyeteme mind a hallgatók számát mind a fakultások számát tekintve. Az egyetem átszervezését követően 4 kara és 32 tanszéke volt:
- Fizikai és matematikai kar
- Orvosi kar
- Erkölcstan és politikatudományi kar
- Irodalom és szabad tudományok kara

Az egyetem a Vilniusi oktatási körzet kurátorának, I. Sándor orosz cár személyes jó barátjának Adam Jerzy Czartoryskinak köszönhetően, aki később az Orosz Birodalom külügyminisztere is volt, megtartotta autonómiáját és katolikus szellemiségét. Fokozatosan megszüntették a latin nyelvű oktatást és az egyetem oktatási nyelve 1816-tól a lengyel lett. 1805-ben az egyetemi könyvtárat megnyitották a nagyközönség előtt is. 1831-ben a vilniusi egyetem diákjainak és professzorainak is egy része csatlakozott a novemberi felkeléshez. A felkelés leverését követően 1832. május 1-jén I. Miklós orosz cár az egyetemet a Varsói Egyetemmel együtt bezáratta. A Vilniusi Egyetem bezárásával egy időben egy tiszta orosz egyetem létrehozásához kezdtek Kijevben. A teológiai kar Szentpétervárra került. Egyedül az orvosi karból kialakított Orvosi Akadémia maradt 1842-ig Vilniusban. Ekkor ezt az akadémiát is áthelyezték az új Kijevi Egyetemre. Ezzel egy időre megszűnt Litvániában a felsőfokú oktatás. Az egyetem oktatóit, hallgatóit a birodalom különböző egyetemeire helyezték át (Kijev, Harkov, Moszkva, Szentpétervár, Tartu) hasonlóan más orosz egyetemekre kerültek az egyetem oktatási eszközei is. Például a Vilniusi Egyetem csillagdájának felszerelése a Pulkovói Csillagvizsgálót gazdagította.

### Báthory István Egyetem (1919-1939)

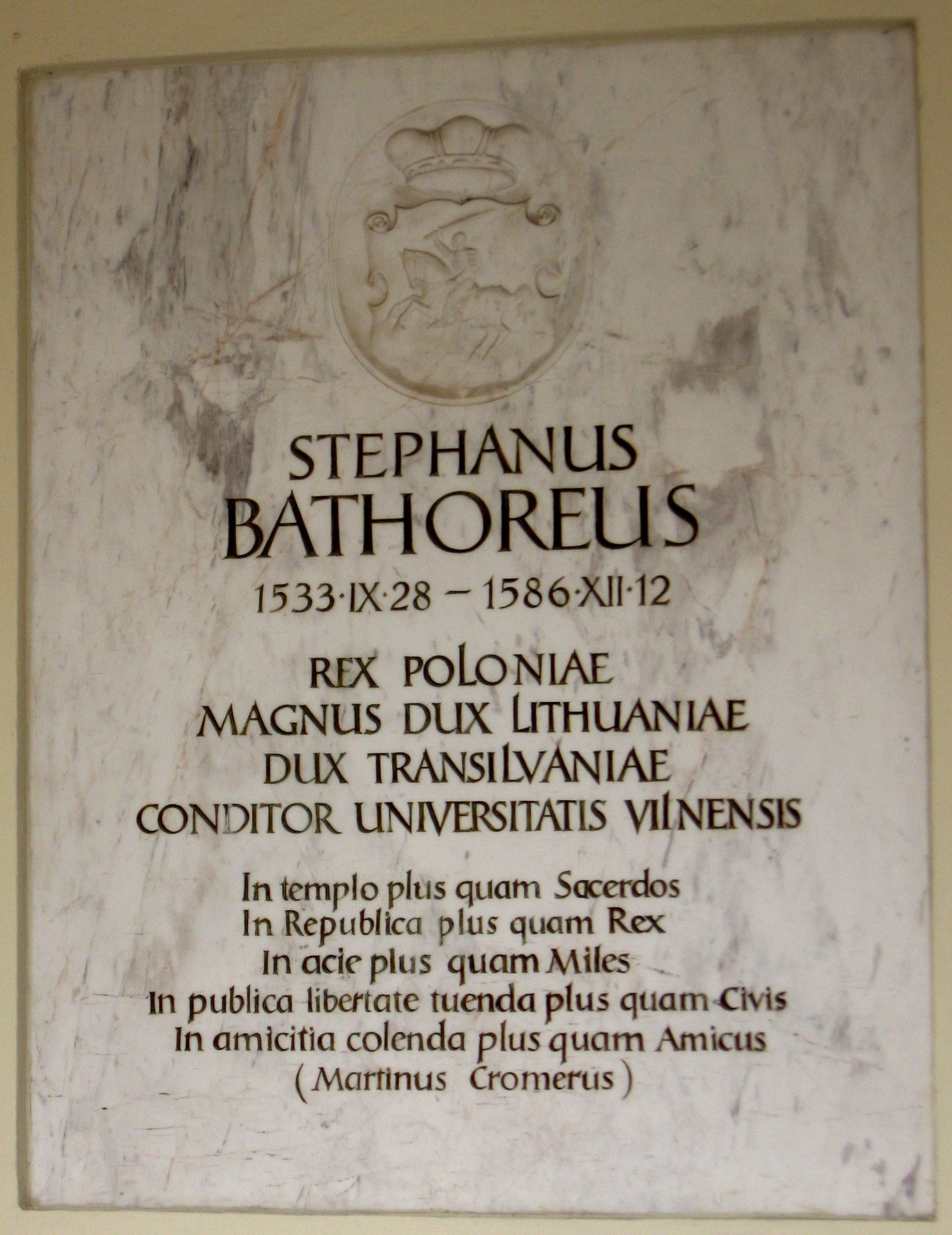
Báthory István emléktáblája az egyetem központi épületén Martin Cromer méltatásával

1919 áprilisában a lengyel hadsereg elfoglalta Vilniust. Piłsudski tábornok még ebben az évben augusztus 28-ai rendeletével létrehozta Vilniusban a Báthory István Egyetemet. A névválasztás a Lengyel–Litván Unióra utalt, kifejezte Lengyelország igényét Litvánia teljes területére. Az egyetem oktatóit és diákjait Lengyelország teljes területéről verbuválták, a felvehető litván hallgatók számát korlátozták. Az oktatási nyelv a lengyel volt. Az egyetemen 1919. október 11-én tartották az ünnepélyes megnyitót. A litván oktatók és a Litván állam a litván felsőoktatás megteremtésére 1922. február. 16-án létrehozta Kaunasban, Litvánia ideiglenes fővárosában, a litván nyelvű Vitoldus Magnus Egyetemet.
A Báthory István Egyetem bár Lengyelország legkisebb egyeteme volt a bölcselettudományok területén gyorsan nagy tekintélyre tett szert.

### Háborús évek (1939-1944)
1939-ben a Molotov–Ribbentrop-paktum alapján Litvánia teljes területe a szovjet érdekszférába került. Litvánia elfoglalását követően 1939. december 19-én újra alapították a Vilniusi Egyetemet. Az oktatási nyelv lengyelről litvánra változott. A Báthory István Egyetem lengyel nyelvű diákjainak december 15-ig adtak lehetőséget vizsgáik letételéhez. A Kaunasi Egyetem hallgatói és oktatói átkerültek a Vilniusi Egyetemre.
1940 tavaszán a szovjet csapatok bevonulását követően sor az egyetemet szovjet egyetemmé alakították át. A diákszervezeteket betiltották az egyetemi autonómiát korlátozták.
1941 nyarán Vilniust elfoglalja a német hadsereg. Az egyetem zsidó oktatóit és hallgatóit vagy a helyszínen agyonlőtték, vagy koncentrációs táborba vitték. Végül a német megszállók az egyetemet 1943. március 17-én bezárták az épületeiben laktanyát és katonai kórházat rendeztek be.

### Vilniusi Állami Egyetem (1944-1990)
1944 nyarán a szovjet csapatok bevonulását követően az egyetem az 1940-es státusának megfelelően „folytatta” munkáját. 1950-től a kaunasi egyetem végleges bezárását követően a Vilniusi Egyetem a Litván SZSZK egyetlen tudományegyeteme volt. Litvánia tudományos és kulturális központja. A lengyel anyanyelvű vagy lengyel származású professzorok elhagyták Vilniust és az 1945. november 5-én létrehozták a németektől visszafoglalt Toruńban a Nikolausz Kopernikusz Egyetemet. Az eltávozott professzorok helyére a Szovjetunió teljes területéről verbuváltak oktatókat, sok volt közöttük a közép-ázsiai önkéntes, és ez nem emelte az egyetem színvonalát.
Sztálin halálát követően az egyetem ismét nevet változtatott 1956-tól neve Vilnuisi Vincas Kapsukas Állami Egyetem lett. A korábban a Szovjetunió különböző helyeiről érkezett nem megfelelően képzett oktatók nagy részét a Szibériából visszatérő litván tudósokkal és oktatókkal cserélték le. Ez a folyamat nagyon hamar megszakadt 1956-ban Mindenszentek napján az egyetemi diákság és pár oktató a magyar forradalom mellett szimpátiatüntetést rendezett. Ennek következményeként az egyetem rektorát J. Bulovast elbocsátották, a Litván-irodalom és a Litván-történelem tanszékeket bezárták. 1958-ban Jonas Kubilius (matematikus) lett az egyetem rektora, aki Litvánia függetlenségének visszaszerzéséig, 1990-ig, 32 éven át vezette az egyetemet.
A Vincas Kapsukas Egyetemnek alapításakor 8 kara volt:
- Fizika és matematikai kar
- Kémiai kar
- Természettudományi kar
- Jogi kar
- Orvostudományi kar
- Történelemtudományi és filológiai kar
- Közgazdasági kar
- Erdészeti kar

1989-re az egyetemi karok száma 14-re nőtt. Litvánia önállóvá válásakor az egyetem 14 karán 108 tanszék, 38 tudományos intézet, csillagda, két tudományos múzeum, valamint botanikus kert és egyetemi könyvtár szolgálta az oktatást.
A szovjet érának 1990. június 12-én lett vége; ekkor a Litván Köztársaság parlamentje (Seimas) törvényt fogadott el a Vilniusi Egyetem új státusáról és nevéről. Ezzel az egyetem visszanyerte teljes önállóságát, létrehozták az egyetemi tanácsot, és az újonnan létrehozott egyetemi tanács 1990. december 26-án megválasztotta az új rektort Rolandas Pavilionis személyében.

## Az egyetem napjainkban
Az egyetemnek 1334 oktatója (256 professzor, 451 docens) és 20487 hallgatója (ebből 1244 külföldi) van. (2016.01.01-es adatok) A QS World University Rankings 2015/16 oktatási évben a 501-550 helyre rangsorolta.
Az Egyetem szervezetileg 12 karból 2 egyetemi kutatóintézetből és több kutatási központból áll.

### Egyetemi karok
- Filozófiai kar

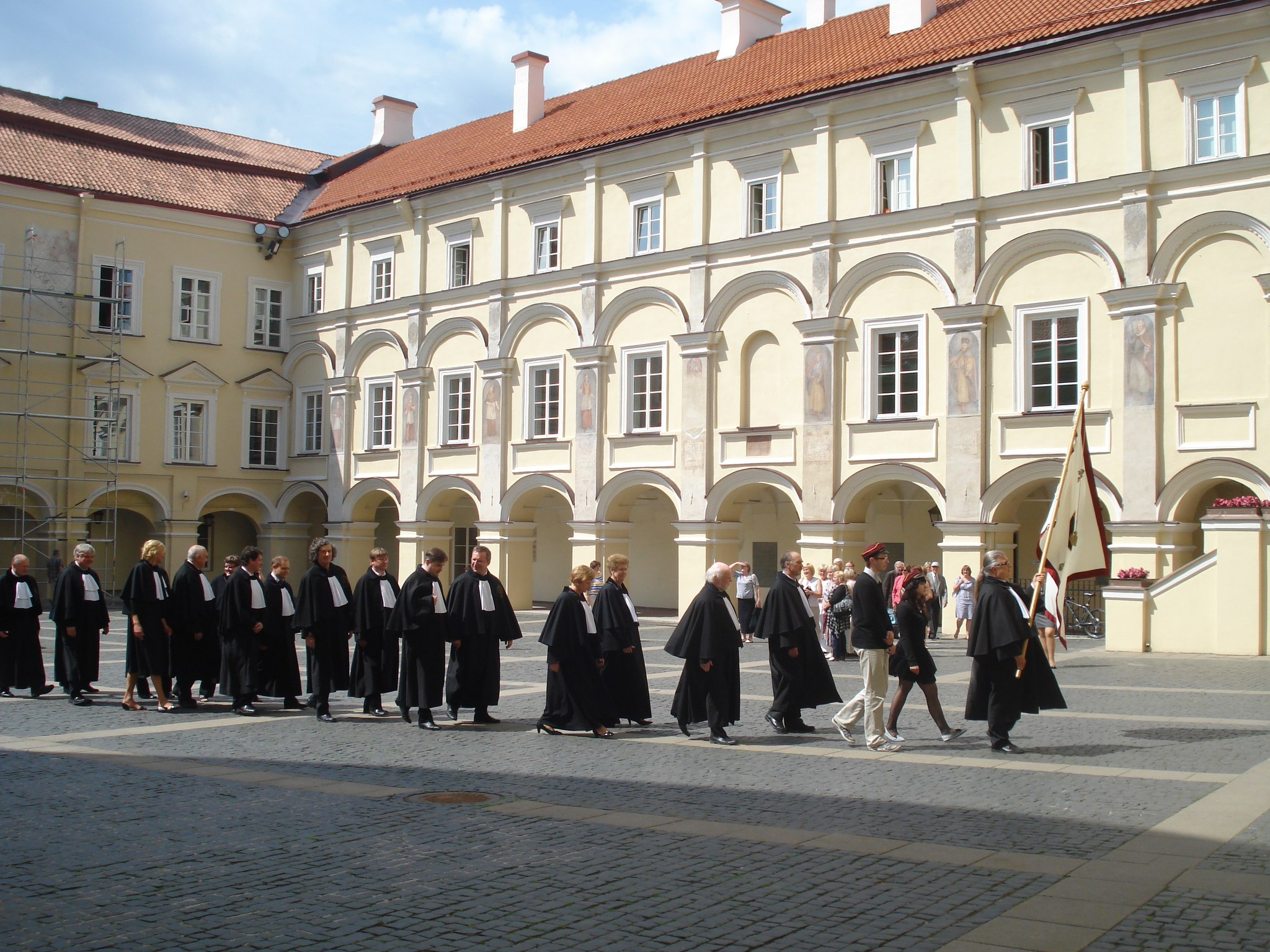
Az egyetem központi épületének udvara

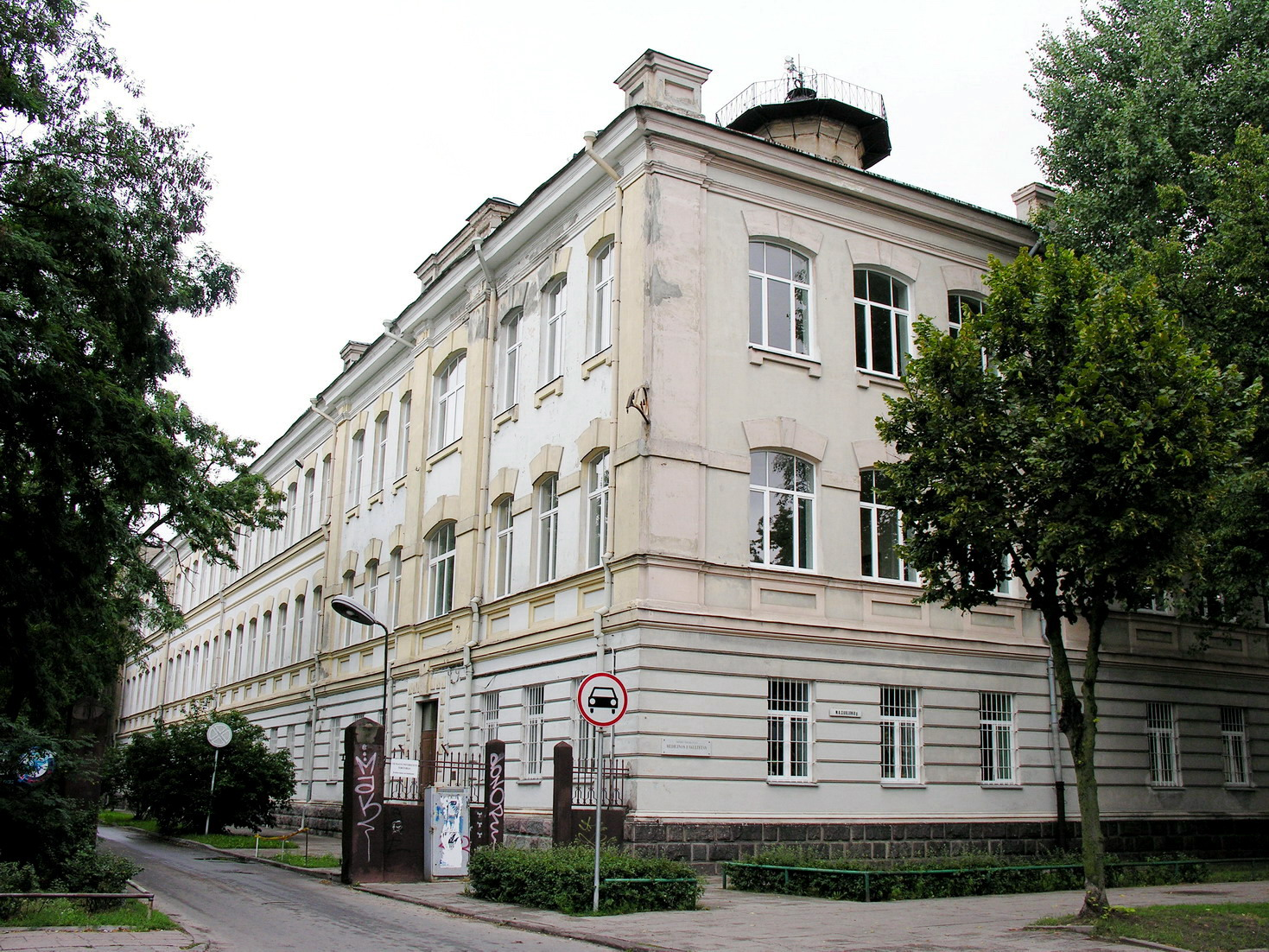
Az Orvosi Kar központi épülete

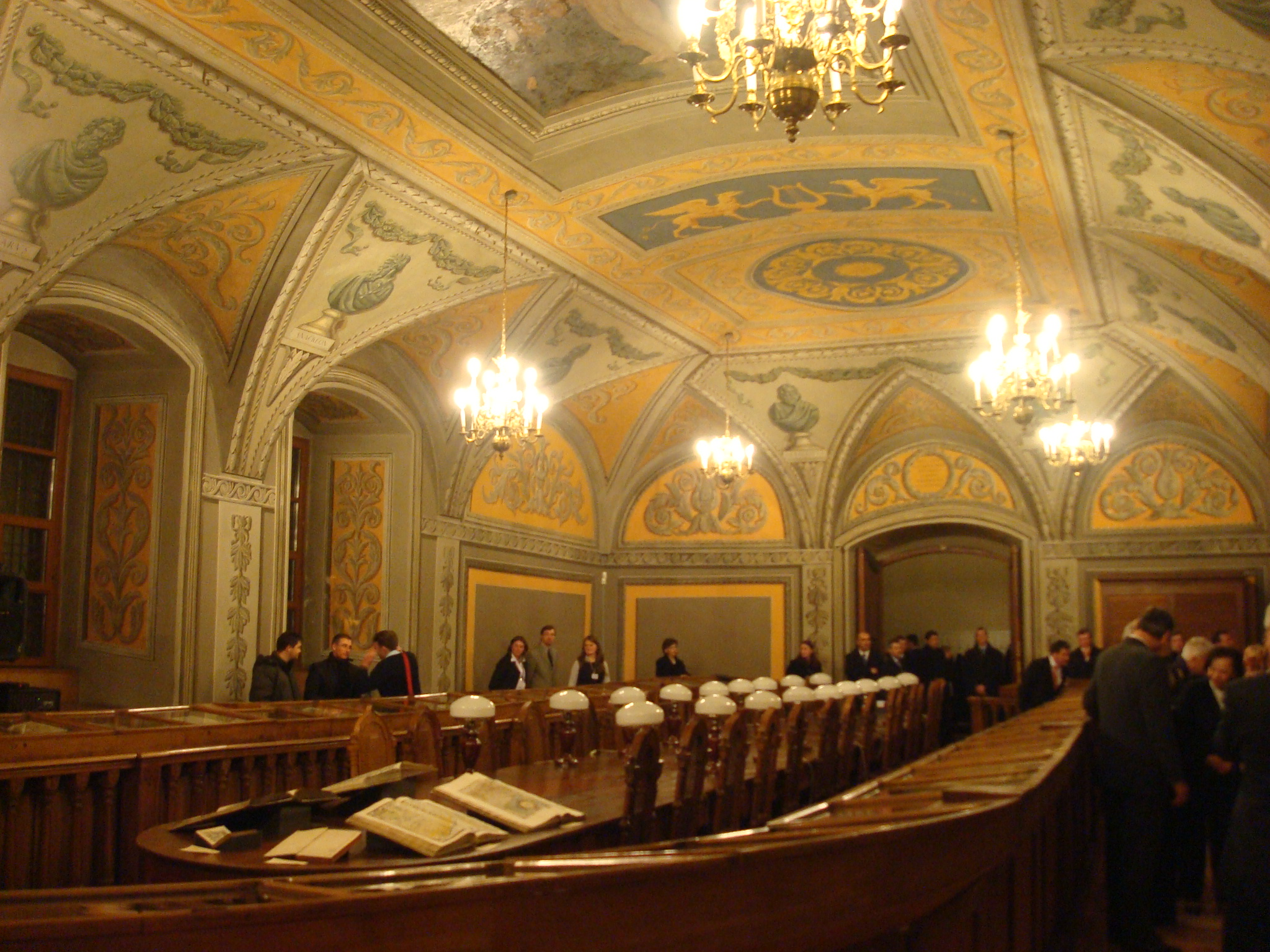
Az egyetemi könyvtár

- Orvostudományi kar a hozzátartozó Egyetemi klinikákkal
- Jogtudományi kar
- Fizikai kar
- Vegyészeti kar
- Filológiai kar
- Közgazdaságtudományi kar
- Természettudományi kar
- Matematikai és informatikai kar
- Történelemtudományi kar
- Kommunikációtudományi kar
- Bölcsész kar Kaunasban

### Egyetemi kutatóintézetek
- Nemzetközi kapcsolatok és politikatudományi Intézet
- Idegennyelvi Intézet
- Alkalmazott tudományok Intézete
- Biokémiai Intézet
- Biotechnológiai Intézet
- Matematikai és Informatikai Intézet
- Elméleti fizikai és csillagászati Intézet

### Kutatóközpontok
- Lézerkutatási központ
- Hittudományi központ
- Német jogi központ
- Francia jogi központ
- Gender kutatási központ
- Környezetvédelmi központ
- Államokhoz nem kötődő kultúrák kutatási központja (korábban Judaisztikai Intézet)
- Orientalisztikai Intézet
- Szemiotikai kutatások Algirdas Greimas-Központja

A Vilniusi Egyetemnek 41 ország több mint 130 egyetemével van kétoldalú együttműködési szerződése. Az egyetem több csereprogram részese. Csak az Erasmus+ program keretében több mint 800 szerződése van; ezek között 8 magyar felsőoktatási intézmény is megtalálható.
A Vilniusi Egyetem tagja az Egyetemek Nemzetközi Szövetségének (IAU), Az Európai Egyetemek Szövetségének (EUA), az Utrechti Hálózatnak, az UNICA-nak, és a Coimbra csoportnak.

## Neves oktatók és hallgatók
Czesław Miłosz, Nobel-díjas (1980) költő, esszéista.
abc-ben
- Alfredas Bumblauskas történész
- Aleksander Chodźko költő
- Leonard Chodźko történész

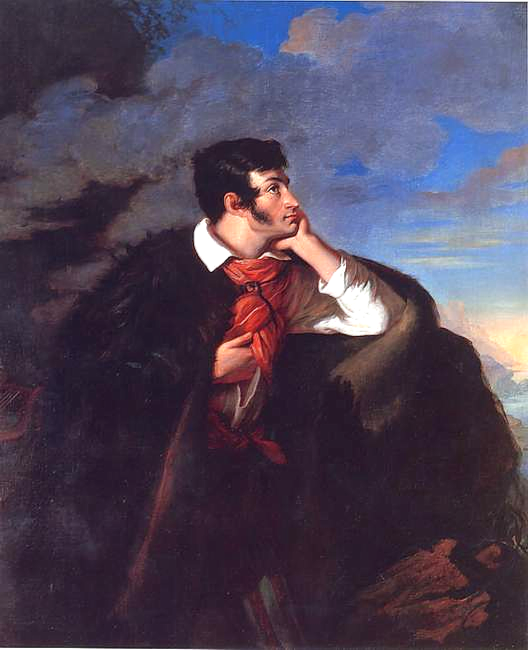
Adam Mickiewicz

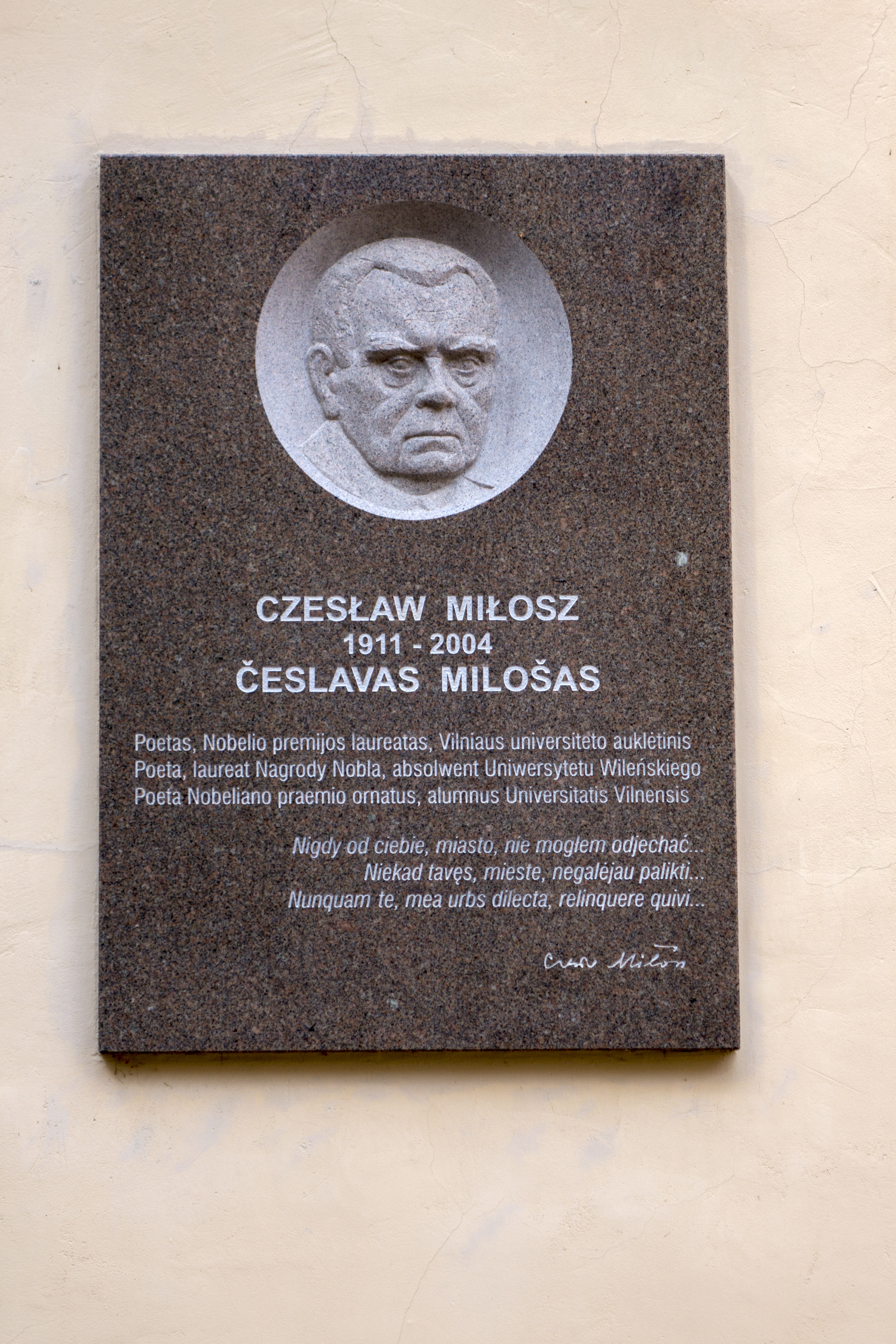
Czesław Miłosz emléktáblája az egyetemen

- Adam Jerzy Czartoryski politikus, az Orosz Birodalom külügyminisztere
- Tadeusz Czeżowski filozófus
- Simonas Daukantas történész
- Ignacy Domeyko világpolgár, a Santiago de Chilei Egyetem alapítója
- Józef Gołuchowski lengyel filozófus
- Georg Forster természettudós, etológus
- Johann Peter Frank orvos
- Marija Gimbutas régész
- Edvardas Gudavičius történész
- Stanisław Bonifacy Jundziłł botanikus
- Józef Ignacy Kraszewski író, újságíró
- Michał Kulesza (Mykolas Kuleša) festő
- Joachim Lelewel történész, politikus
- Henryk Łowmiański történész
- Adam Mickiewicz költő
- Karol Podczaszyński építész
- Edmundas Rimša történész, heraldikus
- Maciej Kazimierz Sarbiewski költő
- Józef Sękowski orientalista
- Piotr Skarga jezsuita hittudós
- Kazimierz Siemienowicz tüzértiszt, a rakétatechnika úttörője
- Konstantinas Sirvydas, a litván irodalom egyik megteremtője
- Juliusz Słowacki lengyel költő
- Jan Śniadecki csillagász, matematikus
- Jędrzej Śniadecki orvos, gyógyszerész
- Marcin Śmiglecki skolasztikus filozófus
- Tomas Venclova költő, műfordító
- Albertas Vijūkas-Kojelavičius jezsuita történész, Litvánia vicekancellárja
- Jakub Wujek lengyel jezsuita, teológus, a kolozsvári jezsuita akadémia első rektora
- Tomasz Zan költő
- Zigmas Zinkevičius nyelvész